# Hlivištia
Hlivištia (bis 1927 slowakisch Hlivište; ungarisch Hegygombás, 1939–1945 und bis 1907 Hliviscse) ist eine Gemeinde im äußersten Osten der Slowakei mit 355 Einwohnern (Stand 31. Dezember 2024), die zum Okres Sobrance, einem Kreis des Košický kraj, gehört.

## Geographie

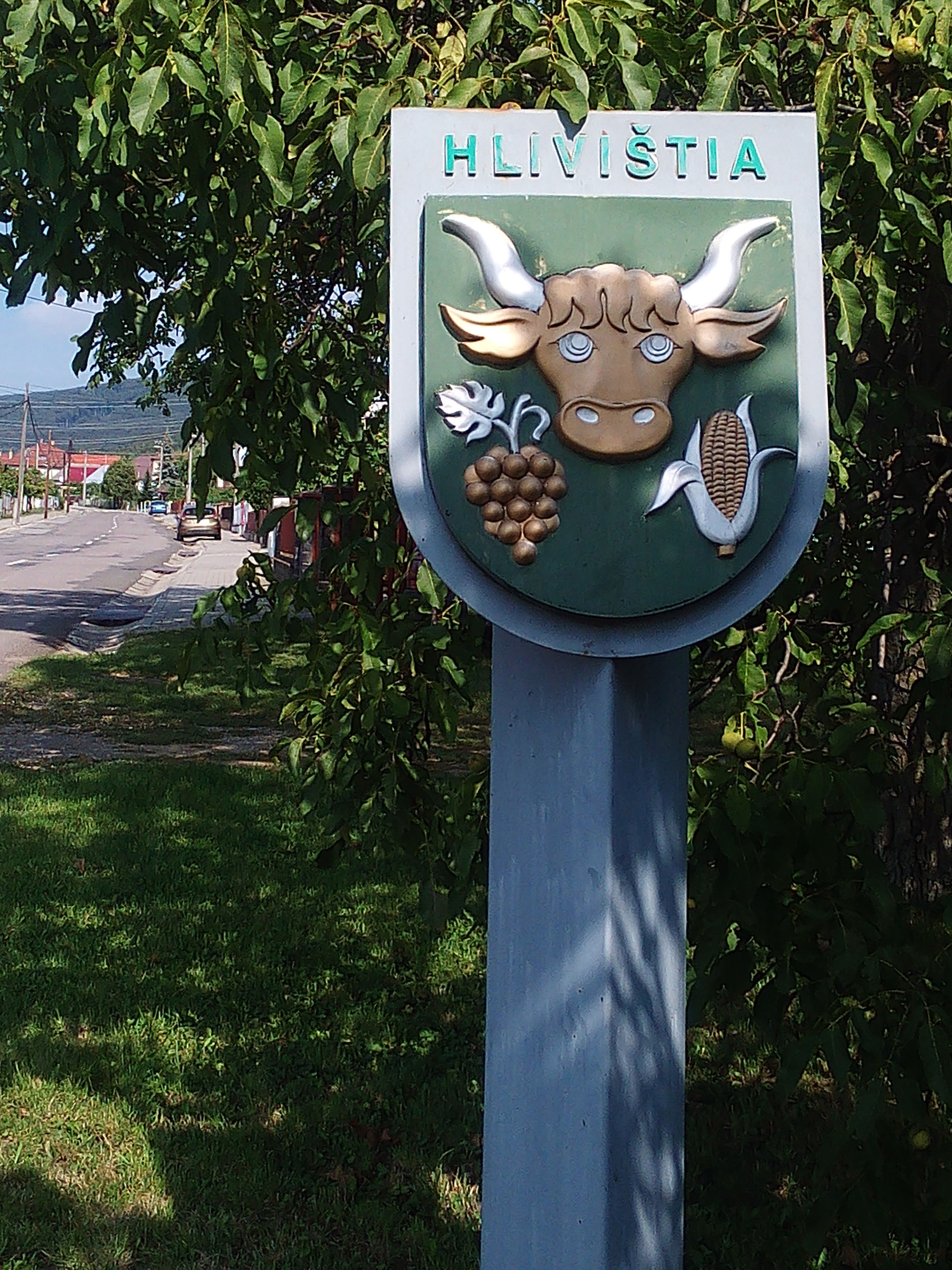
Schild mit Ortswappen

Die Gemeinde befindet sich im Hügelland Podvihorlatská pahorkatina im Ostslowakischen Hügelland im nordöstlichen Teil des Ostslowakischen Tieflands unterhalb des Vihorlatgebirges, am Bach Žiarovnica im Einzugsgebiet des Uh. Das Ortszentrum liegt auf einer Höhe von 270 m n.m. und ist siebeneinhalb Kilometer von Sobrance entfernt.
Nachbargemeinden sind Vyšná Rybnica im Westen, Nordwesten und Norden, Ruská Bystrá und Podhoroď im Nordosten, Choňkovce im Nordosten, Osten und Südosten, Baškovce im Süden und Jasenov im Südwesten.

## Geschichte
Hlivištia wurde zum ersten Mal 1418 als Siedlung der Gemeinde Jasenov und 1449 als selbstständiger Ort unter dem Namen Hlevischa schriftlich erwähnt. Das Dorf war Teil der Herrschaft Großmichel und Jasenov, bis zum 19. Jahrhundert besaß unter anderem die Familie Sztáray die großen Waldflächen. Noch vor 1900 entstand auf dem Gemeindegebiet eine Waldbahn mit einer Länge von sechs Kilometern und Spurweite von 760 mm.
1567 wurden zweieinhalb Porta verzeichnet, 1715 gab es sieben Untertanen-Haushalte, 1828 zählte man 37 Häuser und 371 Einwohner.
Bis 1918/1919 gehörte der im Komitat Ung liegende Ort zum Königreich Ungarn und kam danach zur Tschechoslowakei beziehungsweise heute Slowakei. In der ersten tschechoslowakischen Republik waren die Einwohner als Landwirte beschäftigt. Als Folge des Slowakisch-Ungarischen Kriegs war der Ort von 1939 bis 1944 noch einmal Teil Ungarns. Nach dem Zweiten Weltkrieg wurde 1958 die örtliche Einheitliche landwirtschaftliche Genossenschaft (Abk. JRD) gegründet, ein Teil der Einwohner pendelte zur Arbeit nach Košice (dort insb. in den Ostslowakischen Stahlwerken), während andere in den Wäldern arbeiteten.

## Bevölkerung
| Jahr                | 1994 | 2004     | 2014    | 2024    |
| ------------------- | ---- | -------- | ------- | ------- |
| Anzahl der Personen | 432  | 376      | 385     | 355     |
| Unterschied         |      | −12,96 % | +2,39 % | −7,79 % |

| Jahr                | 2023 | 2024    |
| ------------------- | ---- | ------- |
| Anzahl der Personen | 358  | 355     |
| Unterschied         |      | −0,83 % |

Nach der Volkszählung 2011 wohnten in Hlivištia 379 Einwohner, alle davon Slowaken.
281 Einwohner bekannten sich zur griechisch-katholischen Kirche, 76 Einwohner zur römisch-katholischen Kirche, drei Einwohner zur orthodoxen Kirche sowie jeweils zwei Einwohner zu den Zeugen Jehovas, zur Evangelischen Kirche A. B. und zur reformierten Kirche. Sechs Einwohner waren konfessionslos und bei sieben Einwohnern wurde die Konfession nicht ermittelt.

## Bauwerke
- griechisch-katholische Georgskirche im neobarocken Stil aus den Jahren 1898–1899[6]

## Verkehr
In Hlivištia endet die Cesta III. triedy 3799 („Straße 3. Ordnung“) von Sobrance (Kreuzung mit der Cesta II. triedy 582 („Straße 2. Ordnung“), Michalovce–Sobrance) und Baškovce heraus.

## Söhne und Töchter der Gemeinde
- Juraj Joanik Bazilovič (1742–1821), griechisch-katholischer Igumen und Historiker